# Scanner (Sicherheitstechnik)

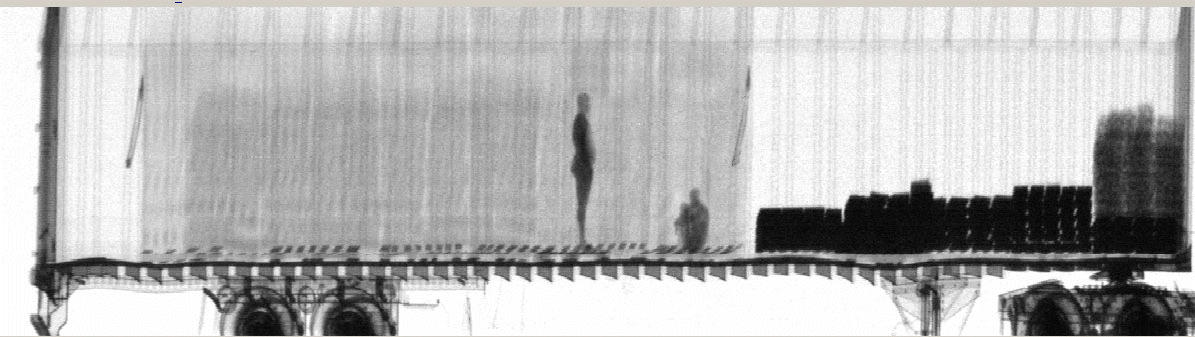
Röntgen-Durchstrahlungsbild eines LKW

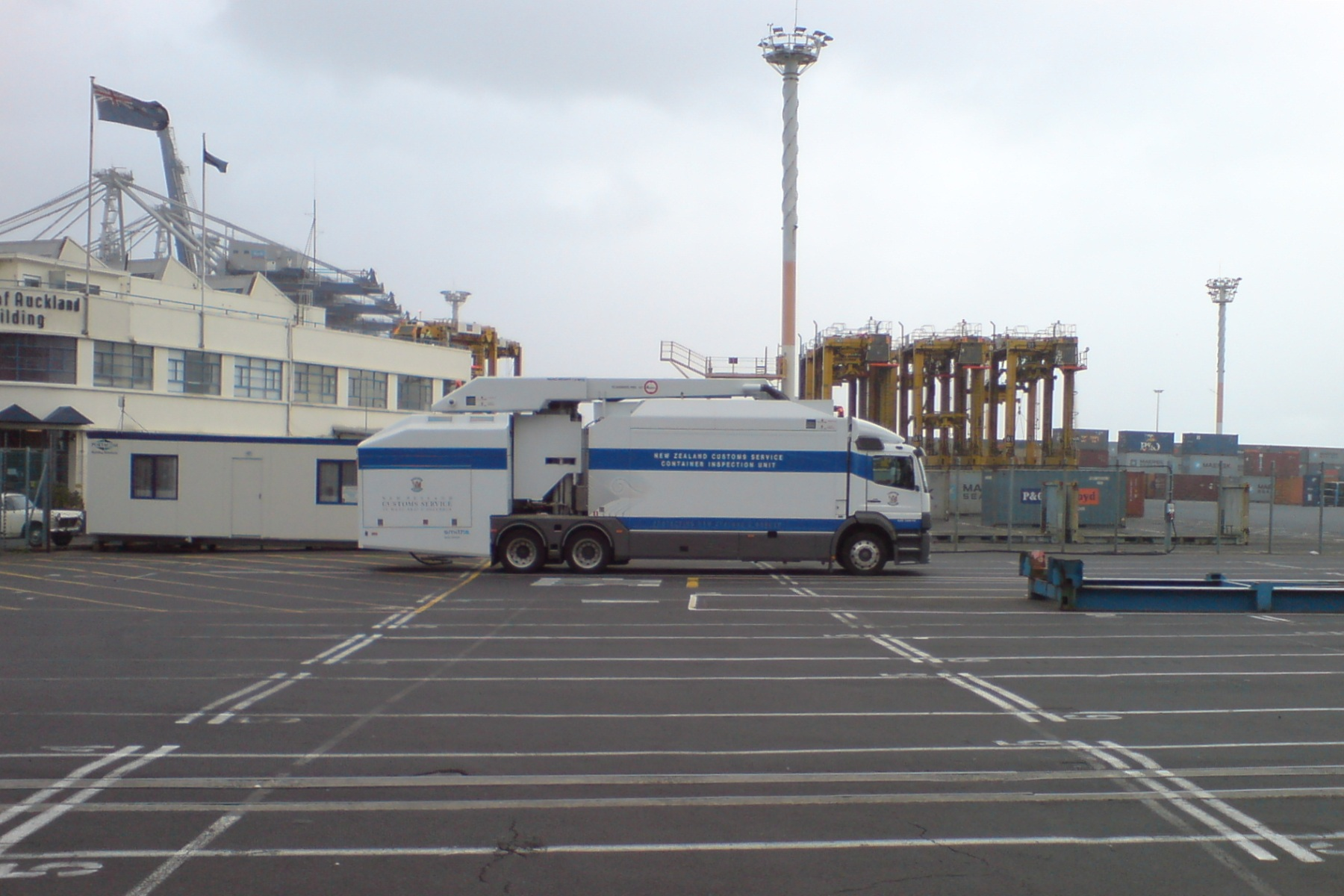
Mobiler Cargo-Scanner des New Zealand Customs Service

In der Sicherheitstechnik werden Geräte, die berührungslos und zerstörungsfrei nach versteckten Körpern suchen, Scanner genannt.

## Röntgentechnik

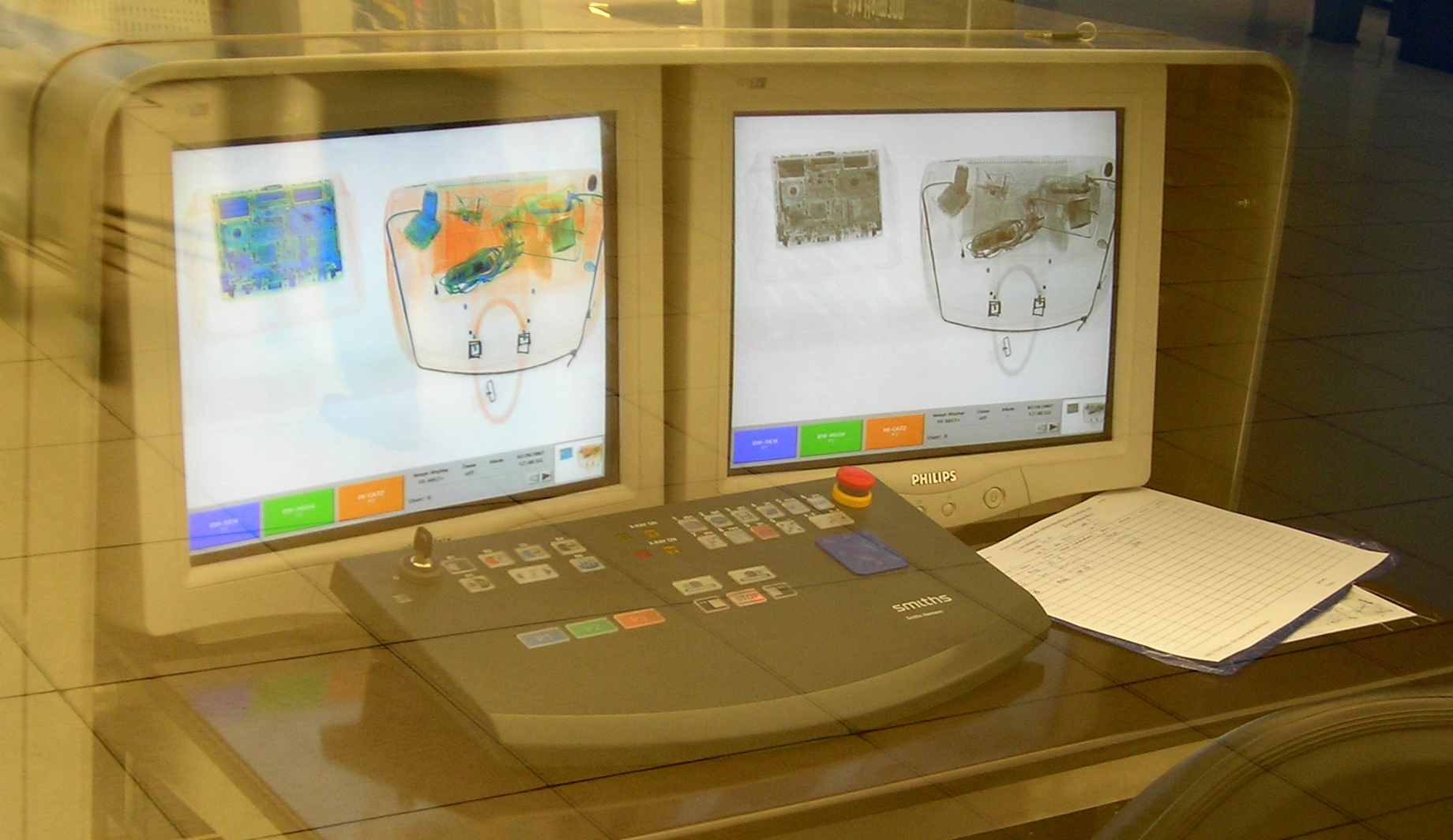
Röntgen-Durchstrahlungsbild von Reisegepäck

Röntgenstrahlung durchdringt Materialien. Sie wird umso stärker absorbiert, je dichter das Material ist. Wird das zu untersuchende Objekt zwischen Strahlungsquelle und Detektor platziert, erhält man ein Durchstrahlungsbild. Das Bild oben zeigt eine Aufnahme eines Cargo-Scanners, der ganze LKW durchstrahlen kann. Die Strahlungsbelastung ist deutlich höher als beim medizinischen Röntgen.
Für die Flughafensicherheit werden Gepäckscanner eingesetzt. Das Bild zeigt rechts ein Röntgendurchstrahlungsbild eines Reisegepäckstücks. Zur besseren Interpretation versucht eine Bildverarbeitung, zusammenhängende Gegenstände einheitlich einzufärben. Das Ergebnis sieht man auf dem linken Monitor. Die Röntgenstrahlung ist deutlich geringer als die eines Cargo-Scanners und soll niedriger sein als bei konventionellen Röntgenuntersuchungen.
Compton-Streuung wirft einen geringen Strahlungsanteil zurück zur Strahlungsquelle. Seit 2005 sind in den USA Geräte im Einsatz, die Personen einer schwachen, aber hochenergetischen Röntgenstrahlung aussetzen. Kleidung wird weitgehend ungehindert durchstrahlt, während der Körper durch Rückstrahlung mehr oder weniger nackt auf dem Rückstreubild abgebildet wird.

## Terahertztechnik
Menschen heben sich von ihrer Umgebung durch ihre erhöhte Wärmestrahlung ab. Kurze und mittlere Wellenlängen werden von der Kleidung vollständig absorbiert. Seit kurzem existieren Detektoren für den längerwelligen Bereich der Terahertzstrahlung, welche die Kleidung durchdringt. Die passive Terahertztechnik erfordert keine Strahlungsquelle, sondern registriert die vorhandene Strahlung mit Wellenlängen bis zu 1 mm. Im Vergleich zum Röntgen-Rückstreuverfahren erzeugt eine THz-Kamera Bilder ohne anatomische Details. Gegenstände am menschlichen Körper verursachen einen sichtbaren Schatten auf dem Wärmestrahlungsbild. Bei der aktiven Terahertztechnik wird der Körper mit einem feinen Mikrowellenstrahl abgescannt. Durch Variation der Wellenlänge lassen sich unterschiedliche Materialien detektieren.